# Thalassarche
Thalassarche és un gènere d'ocells de la família dels diomedeids (Diomedeidae). Antany eren classificats al gènere Diomedea la major part dels albatros, però en 1996 es van separar les espècies més petites en el gènere Thalassarche i les del Pacífic nord en el gènere Phoebastria. Les espècies del gènere Thalassarche estan restringides a l'hemisferi sud i són les més comunes entre les espècies d'albatros.

## Llista d'espècies
Dins aquest gènere s'han descrit 10 espècies:
- Albatros becgroc atlàntic (Thalassarche chlororhynchos)
- Albatros becgroc del Pacífic (Thalassarche carteri)
- Albatros capgrís (Thalassarche chrysostoma)
- Albatros cellanegre (Thalassarche melanophris)
- Albatros de Buller (Thalassarche bulleri)
- Albatros de Campbell (Thalassarche impavida)
- Albatros de les Chatham (Thalassarche eremita)
- Albatros de Salvin (Thalassarche salvini)
- Albatros de Stead (Thalassarche steadi)
- Albatros tímid (Thalassarche cauta)

Alguns autors consideren subespècies algunes d'aquestes espècies.